# لي تشول-هي
لي تشول-هي (هانغل: 이철희) هو لاعب كرة قدم كوري جنوبي في مركز الوسط، ولد في 6 أغسطس 1985 في كوريا الجنوبية. لعب مع دايجون هانا سيتزن.